# Alkoxigrupp
Alkoxigruppen är en vanligt förekommande funktionell grupp i den organiska kemin. Gruppen består av en alkylgrupp bunden till ett syre som i sin tur binder resten av molekylen (RO-), så de är således etrar. Den enklaste alkoxigruppen är metoxi (CH3O-) och förekommer i t.ex. metoxibensen, anisol (C6H5OCH3).
En besläktad ämnesklass där en arylgrupp binder till syre kallas aryloxi (ArO-).